# Iwa Boman
Rut Iwa Elisabet Boman, född 23 november 1944 i Sundsvall, är en svensk skådespelare och manusförfattare.

## Biografi
Iwa Boman studerade först i Uppsala, där hon tog en filosofie kandidatexamen i bland annat litteraturhistoria. Under samma tid var hon engagerad i studentteatern. Studier följde vid Scenskolan i Stockholm 1969-1972. Därefter kom hon till Stockholms stadsteater där hon medverkade vid Unga Klara 1976-1986 och Soppteatern, där hon var konstnärlig ledare 1995-1996.
Utöver teatern är Boman verksam som skådespelare i TV och på film. Debuten skedde 1973 i Per-Arne Ehlins Håll alla dörrar öppna, där hon gjorde rollen som Kristina.
Under den senare delen av sin karriär hon utmärkt sig som sketchförfattare, bland annat i TV-serien Reuter & Skoog. Hon har också författat pjäser, däribland Bli svensk snabbare (1995, tillsammans med Helge Skoog), Henrik (1996) och Är det ledigt här? (2001). Både de sistnämnda gjordes tillsammans med Gunilla Abrahamsson. Boman har även uppträtt som humorist i radioprogrammet Telespånarna.
Iwa Boman är mor till house-musikern och dj:n Axel Boman.

## Filmografi
- 1967 – Mowgli (röst)
- 1973 – Håll alla dörrar öppna
- 1975 – Fem dagar i Falköping
- 1976 – Långt borta och nära
- 1979 – Landet Narnia
- 1981 – Sally och friheten
- 1982 – Mamma
- 1983 – Den tredje lyckan (TV-serie)
- 1985 – Kams - tokerier från Ådalen av Pelle Molin
- 1986 – Morrhår och ärtor
- 1986 – Bröderna Mozart
- 1986 – Prästkappan (TV-serie)
- 1991 – Småkakor (kortfilm)
- 1992 – Kejsarn av Portugallien (TV-serie)
- 1995 – Snoken (TV-serie)
- 1995 – Buljong
- 1995 – Älskar, älskar inte
- 1995 – Nattens barn (TV-serie)
- 1995 – Jag heter Mitra (kortfilm)
- 1996 – Euroboy (kortfilm)
- 1996 – Rederiet (TV-serie)
- 2000 – Judith (TV-serie)
- 2002 – Skeppsholmen (TV-serie)
- 2005 – Hotelliggaren
- 2006 – Att göra en pudel
- 2009 – Superhjältejul (julkalender)
- 2010 – Alice i Underlandet (röst)
- 2013 – Små citroner gula
- 2014 – Piratskattens Hemlighet (julkalender)
- 2015 – Jordskott (TV-serie)
- 2016 – Mammor (TV-serie)
- 2017 – Den störste (TV-serie)
- 2019 – Svart cirkel
- 2020 – Tunn is (TV-serie)

## Teater

### Roller (ej komplett)
| År   | Roll                                       | Produktion                                                                                     | Regi                 | Teater                 |
| ---- | ------------------------------------------ | ---------------------------------------------------------------------------------------------- | -------------------- | ---------------------- |
| 1983 | Lampito                                    | Lysistrate (Λυσιστράτη, Lysistrátē) Aristofanes                                                | Judith Hollander     | Fredstältet, Gärdet    |
| 1983 | Natasja                                    | Tre systrar (Три сeстры, Tri sestry) Anton Tjechov                                             | Otomar Krejča        | Stockholms stadsteater |
| 1987 | Dorothy Pass                               | Chang Eng Göran Tunström                                                                       | Henric Holmberg      | Stockholms stadsteater |
| 1991 | Tilda                                      | Minns du den stad Per Anders Fogelström                                                        | Johan Bergenstråhle  | Stockholms stadsteater |
| 1995 |                                            | Det är väl ingenting att bråka om! Iwa Boman                                                   |                      | Stockholms stadsteater |
| 1996 | Marianne                                   | Rika barn leka bäst Carin Mannheimer                                                           | Lena Söderblom       | Stockholms stadsteater |
| 1997 | Receptionisten                             | Hotelliggaren (Two Into One) Ray Cooney                                                        | Bo Hermansson        | Chinateatern           |
| 1999 | Fröken Knag Fröken Bravassa Peg Sliderskew | Nicholas Nickleby (The Life and Adventures of Nicholas Nickleby) David Edgar                   | Georg Malvius        | Stockholms stadsteater |
| 2005 | Molly                                      | Tolvskillingsoperan (Die Dreigroschenoper) Bertolt Brecht och Kurt Weill                       | Lars Rudolfsson      | Stockholms stadsteater |
| 2006 | Skådespelartruppen, Liv                    | En midsommarnattsdröm (A Midsummer Night's Dream) William Shakespeare                          | Alexander Mørk-Eidem | Stockholms stadsteater |
| 2010 | Valerie von Kant                           | Petra von Kants bittra tårar (Die bitteren Tränen der Petra von Kant) Rainer Werner Fassbinder | Hugo Hansén          | Stockholms stadsteater |
| 2010 | Rymdhistorikern                            | Aniara Harry Martinson                                                                         | Lars Rudolfsson      | Stockholms stadsteater |
| 2015 |                                            | En slavisk dans Staffan Göthe                                                                  | Rikard Lekander      | Örebro länsteater      |

### Regi (ej komplett)
| År   | Produktion | Upphovsmän   | Teater                                             |
| ---- | ---------- | ------------ | -------------------------------------------------- |
| 2018 | First lady | Lotta Olsson | Kulturhuset Stadsteatern/ Helsingborgs stadsteater |

### Fotnoter
1. 1 2 3 4  ”Iwa Boman”. Svensk Filmdatabas. http://sfi.se/sv/svensk-filmdatabas/Item/?type=PERSON&itemid=70004&ref=%2ftemplates%2fSwedishFilmSearchResult.aspx%3fid%3d1225%26epslanguage%3dsv%26searchword%3dIwa+Boman%26type%3dPerson%26match%3dBegin%26page%3d1%26prom%3dFalse. Läst 20 oktober 2012.
2. ↑  ”Iwa Boman”. IMDb.com. Arkiverad från originalet den 19 augusti 2014. https://web.archive.org/web/20140819114209/http://akas.imdb.com/name/nm0093524/. Läst 20 oktober 2012.
3. ↑  Bengt Jahnsson (24 maj 1983). ”Mustig Lysistrate”. Dagens Nyheter:  s. 20. https://arkivet.dn.se/tidning/1983-05-24/137/20. Läst 6 januari 2024.
4. ↑  ”Hotelliggaren”. Chinateatern. Arkiverad från originalet den 23 september 2015. https://web.archive.org/web/20150923202843/http://www.chinateatern.se/show/hotelliggaren/. Läst 23 juni 2015.
5. ↑  Örebro länsteater (7 september 2015). ”Urpremiär för En slavisk dans av Staffan Göthe”. Pressmeddelande.  Läst 28 januari 2024.